# Röjel

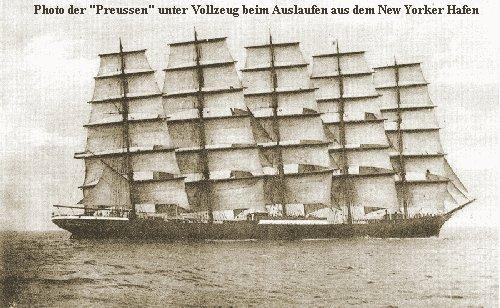
Femmastade fullriggaren Preussen med röjlar på alla master (ovan undersegel och delade märs- och bramsegel)

En röjel, tidigare kallad bovenbramsegel eller överbramsegel, är ett råsegel ovanför bramseglen på stora råsegelriggade segelfartyg. Röjeln fördes ursprungligen på en egen stång, röjelstången, fäst vid bramstången med en salning.
Röjlar började användas mot slutet av 1700-talet. Röjlarna var de översta seglen som någonsin var någorlunda vanliga, men en del fartyg kunde föra skejslar, i extrema fall också månsegel och eventuellt ytterligare segel ovanför dessa.
Benämningen "röjel" kommer sig av att röjlar i den brittiska flottan först började föras av kronans skepp; royal betyder kunglig. Det svenska sjöspråket var på denna tid starkt influerat av holländskan och seglen kallades åtminstone i hemmavatten först "bovenbramsegel" ("boven" betyder över, jfr ovan), senare försvenskat till överbramsegel. Då engelskans inflytande ökade gick man över till att kalla seglen röjlar, i handelsflottan tidigare än i örlogsflottan.
Liksom andra råsegel på flermastade fartyg har röjlarna namn dels enligt läge på masten, dels enligt på vilken mast de förs. En fyrmastad fullriggare med röjlar på alla master har således förröjel, storröjel, kryssröjel och jiggerröjel (eller föröverbramsegel, storöverbramsegel o.s.v.).
När masterna började göras av stål kunde de göras i färre stycken än trämaster. Då kunde röjlarna (och eventuella skejslar) föras på bramstången.
Då segelfartygen förlorade i konkurrensen mot ångfartyg på allt flera trader i slutet av 1800-talet och början av 1900-talet och billig drift blev allt viktigare byggdes en del stora fartyg utan röjlar. Dessa kallades "skalliga" (engelska: bald-headed).